# Clásico Oriental
El Clásico Oriental es un encuentro de fútbol disputado por dos de los clubes más importantes de la Región Oriental, Venezuela: Asociación Civil Club Deportivo Mineros de Guayana y Monagas Sport Club. Cuenta con buena trayectoria, comenzando a disputarse en el año 1991 (con empate 1 a 1) y continuando hasta el día de hoy.
Se han realizado partidos abarcando dos instancias o dos ámbitos, como ser: Primera División y Copa Venezuela.
Al día de hoy Mineros de Guayana aventaja a Monagas SC en cuanto a títulos nacionales oficiales.

## Historia
El 27 de enero del 1991,(primer partido entre ellos) se produce el primer empate con marcador de 1-1 en partido efectuado en la ciudad de Maturín, con goles de Alexander Bottini por parte de Monagas SC y Enrique “Diablo” Samuel por parte de Mineros de Guayana.
El 26 de mayo del 1991 (segundo partido entre ellos) se produce la primera victoria con marcador de 2-0 en partido efectuado en Ciudad Guayana como local, con goles de Ildemaro Fernández para Mineros de Guayana. 
El 31 de mayo del 1992,(cuarto partido entre ellos) se produce la primera victoria con marcador de 2-3 en partido efectuado en Ciudad Guayana como visitante, con goles de Ildemaro Fernández; Enrique “Diablo” Samuel para Mineros de Guayana y dos goles de Daladier Ceballos; José Dávila por parte de Monagas SC.

## Los números del clásico
Para confeccionar esta tabla se toman en cuenta todos los partidos oficiales reconocidos por la Federación Venezolana de Fútbol y la Conmebol. No se toman en cuenta los amistosos.